# Ужгородський район
Ужгородський район (Ужгородщина) — район Закарпатської області в Україні, утворений 2020 року. Адміністративний центр — місто Ужгород.

## Адміністративний устрій

### Територіальні громади
Кількість територіальних громад 14:
1. Баранинська (сільська)
2. Великоберезнянська (селищна)
3. Великодобронська (сільська)
4. Дубриницько-Малоберезнянська (сільська)
5. Костринська (сільська)
6. Оноківська (сільська)
7. Перечинська (міська)
8. Середнянська (селищна)
9. Ставненська (сільська)
10. Сюртівська (сільська)
11. Тур'є-Реметівська (сільська)
12. Ужгородська (міська)
13. Холмківська (сільська)
14. Чопська (міська)

### Населені пункти
Кількість населених пунктів 125:
1. село Ірлява
2. село Андріївка
3. село Анталовці
4. село Баранинці
5. село Барвінок
6. село Батфа
7. село Бегендяцька Пастіль
8. село Ботфалва
9. село Буківцьово
10. село Велика Добронь
11. селище Великий Березний
12. село Великі Геївці
13. село Великі Лази
14. село Верхня Солотвина
15. село Верховина-Бистра
16. село Вишка
17. село Вовкове
18. село Волосянка
19. село Ворочово
20. село Вільшинки
21. село Гайдош
22. село Галоч
23. село Глибоке
24. село Гусний
25. село Гута
26. село Демечі
27. село Довге Поле
28. село Домашин
29. село Дубриничі
30. село Дубрівка
31. село Есень
32. село Жорнава
33. село Забрідь
34. село Завбуч
35. село Завосина
36. село Загорб
37. село Зарічово
38. село Кам'яниця
39. село Кибляри
40. село Княгиня
41. село Концово
42. село Коритняни
43. село Костева Пастіль
44. село Кострина
45. село Костринська Розтока
46. село Кінчеш
47. село Липовець
48. село Лубня
49. село Луг
50. село Лумшори
51. село Люта
52. село Ляхівці
53. село Лікіцари
54. село Лінці
55. село Мала Добронь
56. село Малий Березний
57. село Малі Геївці
58. село Малі Селменці
59. село Маюрки
60. село Минай
61. село Мирча
62. село Мокра
63. село Невицьке
64. село Нижнє Солотвино
65. село Новоселиця
66. село Оноківці
67. село Оріховиця
68. село Паладь-Комарівці
69. село Палло
70. село Пастілки
71. село Пацканьово
72. місто Перечин
73. село Петрівка
74. село Полянська Гута
75. село Порошково
76. село Підгорб
77. село Раково
78. село Ратівці
79. село Розтоцька Пастіль
80. село Розівка
81. село Руський Мочар
82. село Руські Геївці
83. село Руські Комарівці
84. село Свалявка
85. селище Середнє
86. село Смереково
87. село Соловка
88. село Соломоново
89. село Ставне
90. село Сторожниця
91. село Стрипа
92. село Стричава
93. село Стужиця
94. село Сухий
95. село Сюрте
96. село Сіль
97. село Сімер
98. село Сімерки
99. село Тарнівці
100. село Тийглаш
101. село Тисаагтелек
102. село Тисаашвань
103. село Тисауйфалу
104. село Тихий
105. село Тур'я Пасіка
106. село Тур'я Поляна
107. село Тур'я-Бистра
108. село Тур'ї Ремети
109. село Туриця
110. село Турички
111. місто Ужгород
112. село Ужок
113. село Холмець
114. село Холмок
115. село Худльово
116. село Циганівці
117. село Чабанівка
118. село Часлівці
119. село Червоне
120. село Чертеж
121. село Чомонин
122. місто Чоп
123. село Чорноголова
124. село Шишлівці
125. село Ярок

## Історія
Район створено відповідно до постанови Верховної Ради України № 807-IX від 17 липня 2020 року. До його складу увійшли: Ужгородська, Чопська, Перечинська міські, Костринська, Ставненська, Дубриницько-Малоберезнянська, Тур'є-Реметівська, Баранинська, Великодобронська, Оноківська, Сюртівська, Холмківська сільські, Великоберезнянська, Середнянська селищні територіальні громади.

## Передісторія земель району
Раніше територія району входила до складу Ужгородського, Перечинського, Великоберезнянського, Мукачівського районів, ліквідованих тією ж постановою.